# Ovčín (Havlíčkův Brod)
Ovčín (německy Schafstall) je základní sídelní jednotka města Havlíčkův Brod v kraji Vysočina. Spolu se Svatým Křížem, Suchou a Mendlovou Vsí tvoří katastrální území Suchá u Havlíčkova Brodu. Nachází se asi 4 km jižně od centra Havlíčkova Brodu.
Na východ od Ovčína protéká Stříbrný potok. Západně od vesnice prochází silnice I/38. Je zde registrováno dvanáct čísel popisných (bez nedaleké samoty U Veselých).